# Кошанколский сельский округ
Кошанколский сельский округ — административно-территориальное образование в Казталовском районе Западно-Казахстанской области.

## Административное устройство
1. село Кошанколь
2. село Ордабай